# Parlement du Kenya
13e législature
Bâtiment du Parlement
Le Parlement du Kenya (en anglais : Parliament of Kenya ; en swahili : Bunge la Kenya) est l'organe législatif bicaméral de la république du Kenya. Depuis le 28 mars 2013, il est constitué de deux chambres :
- l'Assemblée nationale, dite « chambre basse », qui compte 351 députés ;
- et le Sénat, dit « chambre haute », qui compte 67 sénateurs.

## Historique
| Dates | Type        | Assemblée nationale | Sénat                     |
| ----- | ----------- | --- | ------------------------- |
| 1948  | monocaméral | les Britanniques mettent en place le Conseil législatif colonial (Colonial Legislative Council) où ne siège aucun Africain. |                           |
| 1956  | monocaméral | six Africains élus siègent au parlement                                                                                     |                           |
| 1963  | bicaméral   | 1re Assemblée nationale du Kenya indépendant                                                                                | création d'un Sénat       |
| 1966  | monocaméral | | dissolution du Sénat      |
| 2013  | bicaméral   | | réinstallation d'un Sénat |